# Rüdiger Heim
Rüdiger Heim (* 1959) ist ein deutscher Sportwissenschaftler und Hochschullehrer.

## Leben
Heim absolvierte zwischen 1979 und 1986 an der Westfälischen Wilhelms-Universität in Münster ein Studium der Sportwissenschaft, Germanistik und Erziehungswissenschaft. 1986 bestand er sein erstes Staatsexamen für das Lehramt der Sekundarstufe II und schloss ein Promotionsstudium an. 1991 erlangte Heim das zweite Staatsexamen für das Lehramt sowie die Doktorwürde.
Von 1992 bis 2001 war er am Institut für Sportwissenschaft der Freien Universität Berlin als wissenschaftlicher Mitarbeiter beziehungsweise wissenschaftlicher Assistent tätig. Im Jahr 2000 schloss er an der Universität Paderborn seine Habilitation ab.
Im Zeitraum zwischen 2001 und 2004 hatte Heim am Institut für Sportwissenschaft der Otto-von-Guericke-Universität Magdeburg eine Lehrstuhlvertretung und Professor für Sportpädagogik, Sportdidaktik und Sportsoziologie inne. 2004 trat er eine Professorenstelle für „Sport und Erziehung“ am des Institut für Sport und Sportwissenschaft der Ruprecht-Karls-Universität Heidelberg an und wurde Direktor des Instituts.
Zwischen 2004 und 2006 führte er das Amt des Sprechers der Sektion Sportpädagogik bei der Deutschen Vereinigung für Sportwissenschaft aus. 2007 wurde Heim Mitglied der Arbeitsgruppe „Bildungsstandards für das Fach Sport“ im Auftrag der Kommission Sport der Kultusministerkonferenz. Seit 2017 ist er des Weiteren Chefredakteur der Zeitschrift für sportpädagogische Forschung und gehört seit 2012 dem Herausgeberkollektiv des Blatts an.
Zu den Schwerpunkten in Heims wissenschaftlicher Tätigkeit gehören unter anderem Forschungsarbeiten im Bereich Kinder- und Jugendsport (auch Hochleistungssport im Jugendalter), Schulsport, Aspekte des Sportlehrerberufes und das Verhältnis zwischen Leistungssport und Schule.
Zudem beschäftigte er sich ausführlich mit theoretischen Grundlagen des Fachs Sportwissenschaft und des Studiums der Sportwissenschaft.